# Хаджер-Ламіс
Хаджер-Ламіс (фр. Hadjer-Lamis, араб. منطقة حجر لميس) — адміністративний регіон в Республіці Чад.
- Адміністративний центр - місто Масакорі.
- Площа - 29 000 км², населення - 562 957 осіб (2009 рік).

## Географія
Регіон Хаджер-Ламіс знаходиться в західній частині Чаду і займає північні райони колишньої префектури Шарі-Багірмі. На півночі межує з регіонами Лак, Канемо та Бахр-ель-Газаль, на сході з регіонами Батха та Гера, на півдні з регіоном Шарі-Багірмі та столичним регіоном Нджамена. Західним кордоном Хаджер-Ламіс є державний кордон між Чадом і Камеруном.

## Адміністративний поділ
В адміністративному відношенні регіон ділиться на 3 департаменту - Дадаба (складається з 3 підпрефектур), Дагана (3 підпрефектури), Харазі-ель-Біар (3 підпрефектури). Великі міста Хаджер-Ламі - адміністративний центр регіону Масакорі, а також Бокоро та Нгамі.